# Władimir Sukaczow
Władimir Nikołajewicz Sukaczow (ros. Владимир Николаевич Сукачёв, ur. 26 maja?/7 czerwca 1880 we wsi Aleksandrowka w powiecie zmijowskim w guberni charkowskiej, zm. 9 lutego 1967 w Moskwie) – rosyjski botanik, leśnik i geograf.

## Życiorys
W 1898 skończył szkołę realną w Charkowie, po czym podjął studia w Petersburskim Instytucie Leśniczym, w tym samym roku opublikował swoją pierwszą pracę naukową; do momentu ukończenia studiów napisał ich osiem. Brał aktywny udział w ruchu studenckim, za co w 1898 został aresztowany. W 1902 ukończył instytut i został asystentem na wydziale botaniki, w 1905 był delegowany jako stażysta do Europy Zachodniej (Cesarstwo Niemieckie). Po powrocie w 1906 został wykładowcą instytutu, od 1909 do 1912 brał udział w ekspedycjach naukowych do Północnego Uralu, do Zabajkala i Jakucji. Od 1911 do 1918 wykładał na żeńskich kursach w Petersburgu i jednocześnie na Wyższych Kursach Geograficznych, 1912-1918 pracował jako młodszy botanik Muzeum Botanicznego Akademii Nauk. Pisał prace z dziedziny fitocenologii (m.in. eksperymentalne), nauki o lesie, torfoznawstwa i geografii. W 1914 napisał podręcznik Bołota, ich obrazowanije, razwitije i swojstwa. Był twórcą koncepcji biogeocenozy (1942). Stworzył własną szkołę w typologii lasu. Od 1918 do 1939 kierował działem Wydziału Leśnictwa Rolniczego Komitetu Naukowego (później przemianowanego na Centralny Naukowo-Badawczy Instytut Gospodarki Leśnej), jednocześnie 1918-1925 był profesorem Instytutu Geograficznego, od 1919 do 1941 profesorem i kierownikiem wydziału Piotrogrodzkiego (Leningradzkiego) Instytutu Gospodarki Leśnej, a od 1925-1941 kierownikiem wydziału geobotaniki Leningradzkiego Uniwersytetu Państwowego. W 1922 otrzymał tytuł profesora, a w 1934 doktora nauk biologicznych. Od 1936 do 1938 był zastępcą dyrektora i p.o. dyrektora Leningradzkiego Instytutu Leśniczego, w 1937 został członkiem WKP(b), brał udział w wielu ekspedycjach naukowych, m.in. na Półwysep Kolski, w Tienszan, na Krym, w rejon Bajkału, na Syberię Zachodnią, wybrzeże czarnomorskie oraz leśne obszary obwodu kurskiego i Ałtaju.
Od 1941 do 1944 przebywał w Swierdłowsku po ewakuacji instytutu, od 1944 do 1948 kierował w Moskwie wydziałem dendrologii i systematyki roślin Moskiewskiego Instytutu Leśno-Technicznego. W 1944 zorganizował Instytut Lasu Akademii Nauk ZSRR i został jego dyrektorem (do 1959), w 1946 założył i został kierownikiem działu geografii botanicznej (później: biogeografii) Wydziału Geograficznego Moskiewskiego Uniwersytetu Państwowego im. Łomonosowa. W 1948 wystąpił przeciwko antynaukowym teoriom Łysenki, za co został pozbawiony funkcji kierownika wydziału Moskiewskiego Instytutu Leśno-Technicznego. Od 1958 do 1962 był dyrektorem założonego z jego inicjatywy Laboratorium Leśnictwa Akademii Nauk ZSRR, a od 1962 do 1966 starszym pracownikiem naukowym i kierownikiem laboratorium w Instytucie Botanicznym Akademii Nauk ZSRR w Leningradzie. W 1920 został członkiem korespondentem, a w 1943 akademikiem Akademii Nauk ZSRR. Był członkiem korespondentem Czechosłowackiej Akademii Nauk Rolniczych w Brnie (1927), członkiem Akademii Nauk Rolniczych NRD (1957), członkiem rzeczywistym Polskiej Akademii Nauk (1959), członkiem Polskiego Towarzystwa Botanicznego (1935), członkiem Szwedzkiego Królewskiego Towarzystwa Fitogeograficznego (1930), członkiem Naukowego Towarzystwa Gospodarki Leśnej Finlandii (1956), członkiem Szwedzkiego Towarzystwa Ochrony Przyrody (1957) i członkiem korespondentem Niemieckiego Towarzystwa Botanicznego (1961).

## Odznaczenia i nagrody
- Medal Sierp i Młot Bohatera Pracy Socjalistycznej (8 czerwca 1965)
- Order Lenina (trzykrotnie, 6 czerwca 1950, 19 września 1953 i 8 sierpnia 1965)
- Order Czerwonego Sztandaru Pracy (10 czerwca 1945)
- Order „Znak Honoru” (15 listopada 1942)
- Medal „Za ofiarną pracę w Wielkiej Wojnie Ojczyźnianej 1941–1945” (1946)
- Złoty Medal Instytutu Leśniczego (1902)
- Wielki Złoty Medal im. N. Przewalskiego (1914)
- Złoty Medal im. W. Dokuczajewa (1950)

I inne.